# 23 (numero)
Ventitré (cf. latino viginti tres, greco  εἴκοσι τρεῖς ) è il numero naturale dopo il 22 e prima del 24.

## Proprietà matematiche
- È un numero dispari.
- È un numero difettivo.
- È il nono numero primo, dopo il 19 e prima del 29.
  - È un primo fattoriale, 4! - 1.
  - È un numero primo sicuro, ovvero (23-1)/2 è ancora un numero primo.
  - È un numero primo di Woodall.
  - È un numero primo di Sophie Germain.
  - È un numero primo di Eisenstein.
  - È un numero primo troncabile a destra e a sinistra.
- È un numero di Wedderburn-Etherington.
- È il secondo numero di Smarandache-Wellin, la concatenazione in base 10 dei primi tre numeri primi, ed è anche il secondo primo di Smarandache-Wellin.
- È un numero n con più soluzioni all'equazione x - φ(x) = n che qualsiasi numero più basso, tranne 1. È quindi un numero altamente cototiente.
- Il numero di cifre in 23! è proprio 23; gli altri numeri con questa proprietà sono 22 e 24.
- È uno dei due soli numeri che richiedono ben 9 cubi positivi per essere rappresentati; infatti è {\displaystyle 23=2^{3}+2^{3}+7\cdot 1^{3}}; l'altro numero che gode di questa proprietà è 239. Nel caso si ammettano anche i cubi negativi allora ne bastano 5: {\displaystyle 23=3^{3}+4(-1)^{3}}.
- È il più piccolo numero di bacchette necessarie per irrigidire un cubo.
- È un numero felice.
- È la somma di tre numeri primi consecutivi, 23 = 5 + 7 + 11.
- È parte della terna pitagorica (23, 264, 265).
- È un numero palindromo nel sistema di numerazione posizionale a base 3 (212).
- È un numero intero privo di quadrati.
- È un numero congruente.
- Come spiegato dal Paradosso del compleanno, se in una stanza ci sono 23 o più persone, la probabilità che almeno due di esse siano nate lo stesso giorno è maggiore del 50%.
- Compare nel polinomio f(n) = 3 * n2 + 3 * n + 23, funzione che fornisce tutti numeri primi, facendo variare n fra 0 e 21.

## Chimica
- È il numero atomico del vanadio (V).

## Astronomia
- 23P/Brorsen-Metcalf è una cometa periodica del sistema solare.
- 23 Thalia è il nome di un asteroide della fascia principale battezzato così in onore della musa Talia.
- L'oggetto M23 del catalogo di Messier è un ammasso aperto visibile nella costellazione del Sagittario.
- NGC 23 è una galassia spirale della costellazione di Pegaso.

## Astronautica
- Cosmos 23 è un satellite artificiale russo.

## Biologia
- È il numero di cromosomi nelle cellule germinali umane.
- Nella teoria dei bioritmi di Swoboda e Fliess, il ciclo Fisico dura 23 giorni e influenza la vitalità, la resistenza alla fatica e alle aggressioni ambientali, il vigore e la tolleranza.

## Storia
- Giulio Cesare venne assassinato con 23 coltellate.
- L'Ordine dei Templari ebbe in tutto  23 Grandi Maestri.
- Secondo una tradizione giudaica, Adamo ed Eva avrebbero avuto 23 figlie.[1]

## Convenzioni

### Linguaggio
- L'alfabeto latino ha 23 lettere.
- Nel codice dei telegrafisti significa "a capo".
- Nel linguaggio dei sordi 23 vuol dire "stupido"[2].

### Informatica
- La IANA raccomanda l'utilizzo di questo numero di porta nel protocollo Telnet.

### Sport
- Michael Jordan, giocatore di basket, ha indossato la maglia numero 23 per quasi tutta la carriera, mentre LeBron James la indossava nei Cleveland Cavaliers e la indossa ora nei Los Angeles Lakers.
- Il Manchester City ha ritirato la maglia numero 23, in onore del calciatore camerunese Marc-Vivien Foé.
- 23 è il record di medaglie d'oro vinte da uno sportivo ai Giochi olimpici, appartenente a Michael Phelps.

### Smorfia
- Nella smorfia il numero 23 è "lo scemo" ('o scemo).

## Cinema & Televisione
- Il film Number 23 con Jim Carrey tratta di vicende legate al numero 23. Il film è uscito negli USA il 23 febbraio 2007, in Italia è uscito il 23 aprile 2007.
- Il mostro chiamato The Creeper, protagonista dei film Jeepers Creepers e Jeepers Creepers 2, si risveglia dal suo sonno per nutrirsi ogni 23 primavere per 23 giorni.
- È uno dei numeri che fa parte della sequenza numerica dell'immaginaria equazione di Valenzetti, che gioca un ruolo molto importante nel serial televisivo Lost.
- Ventitré, film del 2004 di Duccio Forzano.
- Nel film Split il protagonista ha 23 differenti personalità.

## Musica
- Molte band utilizzano questo numero nel loro nome, ad esempio gli statunitensi Assemblage 23 o gli inglesi 23 Skidoo.
- Il sassofono ha 23 chiavi.
- .23 - album del 2009 di Alex Britti.
- Il 23 è il numero utilizzato su tutti i gadget, flyer e dischi del sound system tekno Spiral Tribe.
- 23 è un brano musicale dei Blonde Redhead.
- 23 (The Youth Manifesto) è un brano dei Behemoth (gruppo musicale).